# قائمة أنهار كازاخستان
أنهار كازاخستان تضم ما يلي:
- نهر أجاغوز
- نهر أكان-بورلوك
- نهر أرايس
- نهر أشياغار
- نهر أيات
- نهر بادام
- نهر بولشوي أوزن
- نهر بورالداي
- نهر بوغون
- نهر بختارما
- نهر بيان
- نهر تشاراين
- نهر تشو
- نهر إمبا
- نهر إلك
- نهر إيلي
- إيرتيش
- نهر إيشيم
- نهر كابال
- نهر كاراتال
- نهر كوكسو
- نهر ليبسي
- نهر نورا
- نهر أو
- سيحون
- نهر تالاس
- نهر توبول
- نهر تويولبا
- نهر تورغاي
- نهر أوبا
- نهر أوباغان
- نهر أويل
- نهر أولبا
- نهر الأورال
- نهر إيمان-بورلوك
- نهر كاتون
- نهر كيغاش
- نهر كيليس
- نهر كولوتون
- نهر كورشوم
- نهر لوكينا
- نهر نارايم
- نهر نور
- نهر ساريسو
- نهر سيتاستي
- نهر تيرساكان
- نهر إرغيز
- نهر أكاسو
- نهر آزا

قالب:List of rivers of Europe
قالب:Rivers of Kazakhstan